# Enlèvement de femmes à Kedjom Keku
L'enlèvement de femmes à Kedjom Keku a lieu le 20 mai 2023 pendant la crise anglophone au Cameroun, lorsque des séparatistes enlèvent plusieurs femmes dans la localité de Kedjom Keku, dans la région du Nord-Ouest du Cameroun.  
Trois jours plus tard, elles sont relâchées par leurs ravisseurs.

## Contexte
Les deux régions anglophones du Cameroun, le Nord-Ouest et le Sud-Ouest, sont le théâtre d'un conflit meurtrier depuis fin 2016 entre les rebelles séparatistes d'une part, qui se font appeler les « Amba Boys » ou « Amba Fighters », et l'armée et la police d'autre part, les deux camps étant régulièrement accusés par les ONG internationales et l'ONU de crimes contre les civils. Selon l'International Crisis Group (ICG), le conflit a fait plus de 6 000 morts et forcé plus d'un million de personnes à fuir leur foyer.
La veille de leur enlèvement, les femmes avaient « manifester publiquement » contre « les activités d'exploitation des Amba Fighters » et notamment l'obligation imposée par ces derniers aux civils de leur payer « des taxes mensuelles de 10.000 francs CFA [15 euros] pour les hommes et 5.000 pour les femmes », explique dans un communiqué de presse le Centre pour les droits de l'homme et la démocratie en Afrique (CHRDA), une ONG basée à Yaoundé qui documente les violations des droits de l'homme en Afrique. Les rebelles affirment prélever ces « taxes » pour financer leur « effort de guerre pour l'indépendance ».
Certains groupes armés rebelles procèdent régulièrement à des enlèvements de civils contre rançon, parfois en groupes importants, notamment dans des écoles qu'ils accusent d'enseigner le français. Ils procèdent aussi régulièrement à des assassinats ciblés contre des représentants des autorités, mais aussi contre des civils qu'ils accusent de « collaborer avec l'armée ». Leurs exactions sont régulièrement dénoncées par les ONG internationales et l'ONU, qui accusent aussi régulièrement l'armée de commettre des bavures mortelles contre les civils, des exécutions sommaires, des actes de torture ou encore des raids et des tueries dans les villages.

## Enlèvement
Le 20 mai 2023, des rebelles séparatistes enlèvent une « trentaine » de femmes qui manifestent contre leurs exactions. La préfecture du département de la Mezam annonce dans un communiqué de presse qu'elles ont été « sévèrement torturées et enlevées par des terroristes armés » dans le village de Kedjom Keku. Une vidéo circule sur les réseaux sociaux, censée montrer les femmes assises sur le sol, visiblement effrayées. L'AFP n'a pas pu authentifier la vidéo, mais le CHRDA la cite et la décrit dans son communiqué de presse, indiquant qu'elle a été postée par les « Amba Boys ». On y voit des hommes armés proférer des insultes et des menaces à l'encontre des femmes, les assurant qu'ils les tueront, elles qu'ils accusent de « complicité avec les militaires », selon le CHRDA.

## Revendication
L'acte est revendiqué par le commandant en chef des Ambazonian Dark Forces (ADF), Capo Daniel. Cependant, dans la même vidéo, il déclare également que l'enlèvement était une erreur. « Les femmes, en particulier les personnes âgées, ne devraient pas être prises pour cible. D'autant plus qu'elles ne participaient pas aux hostilités », a-t-il déclaré. « Ce qui s'est passé à Babanki est inacceptable [...], les gens ont le droit de se plaindre et de protester », a-t-il également déclaré.

## Libération
Le 27 mai 2023, le directeur de l'Observatoire des médias au ministère de la Communication, Denis Omgba, annonce que les femmes enlevées ont été libérées par leurs ravisseurs dans la soirée du 23 mai. Il n'a pas souhaité donner plus d'informations sur les circonstances de leur libération ni sur leur état de santé, se contentant de préciser que l'une d'entre elles souffrait d'une « fracture ». Un maire d'une localité de la région confirme également à l'AFP, sous couvert d'anonymat, que les otages ont été libérés.

## Réactions

### Nationales
Cet enlèvement suscite une vague d'indignation au Cameroun. Les enlèvements de ces femmes sont qualifiés de « violences sexistes » par le préfet de la région, cité par le Journal du Cameroun, et de « crime de guerre » par les défenseurs des droits de l'homme.